# Парзі (село)
Парзі́ (рос. Парзи) — село в Глазовському районі Удмуртії, Росія.

## Населення
Населення — 715 осіб (2010; 780 в 2002).
Національний склад станом на 2002 рік:
- удмурти — 81 %

## Урбаноніми[3]
- вулиці — 20 років Радгоспу, Зарічна, Комунарів, Лісова, Лучна, Молодіжна, Нова, Парзинська, Ставкова, Тупикова, Удмуртська, Шкільна